# Виблиц-Еверсдорф
Виблиц-Еверсдорф (њем. Wieblitz-Eversdorf) општина је у њемачкој савезној држави Саксонија-Анхалт. Једно је од 40 општинских средишта округа Алтмарк Салцведел. Према процјени из 2010. у општини је живјело 279 становника. Посједује регионалну шифру (AGS) 15081565.

## Географски и демографски подаци
Виблиц-Еверсдорф се налази у савезној држави Саксонија-Анхалт у округу Алтмарк Салцведел. Општина се налази на надморској висини од 45 метара. Површина општине износи 9,9 km². У самом мјесту је, према процјени из 2010. године, живјело 279 становника. Просјечна густина становништва износи 28 становника/km².